# Paolo Dalle Fratte
Paolo Dalle Fratte (Santa Maria di Sala, 9 luglio 1951 – Mirano, 9 maggio 2022) è stato un politico italiano.

## Biografia
Di professione assicuratore. Esponente della Democrazia Cristiana, è prima vicensindaco (dal 1985 al 1990) e poi sindaco di Santa Maria di Sala dal 1990 al 2001. Dal 1994 aderisce a Forza Italia. Nel luglio del 2001 subentra in Consiglio Regionale del Veneto, restando in carica per quattro anni.
Candidato alla Camera dei Deputati con Forza Italia alle elezioni politiche del 2001, non risulta eletto, ma subentra a Montecitorio il 27 aprile 2005, dopo la morte (avvenuta tre anni e mezzo prima) del collega Lucio Colletti. Terminò il suo incarico parlamentare nell'aprile 2006.
Muore a 70 anni, nel maggio del 2022.